# Камено (Херцег Нови)
Камено је насеље у општини Херцег Нови у Црној Гори. Према попису из 2003. било је 146 становника (према попису из 1991. било је 156 становника).

## Демографија
У насељу Камено живи 104 пунолетна становника, а просечна старост становништва износи 40,8 година (35,4 код мушкараца и 45,7 код жена). У насељу има 41 домаћинство, а просечан број чланова по домаћинству је 3,56.
Становништво у овом насељу веома је хетерогено, а у последња три пописа, примећен је пад у броју становника.
|  |

| Демографија | Демографија | Демографија |
| Година      | Становника  | Становника  |
| ----------- | ----------- | ----------- |
|             |             |             |
|             |             |             |
|             |             |             |
|             |             |             |
| 1948.       | 319         |             |
| 1953.       | 298         |             |
| 1961.       | 296         |             |
| 1971.       | 259         |             |
| 1981.       | 229         |             |
| 1991.       | 156         | 148         |
| 2003.       | 146         | 146         |
|             |             |             |

| Етнички састав према попису из 2003.‍ | Етнички састав према попису из 2003.‍ | Етнички састав према попису из 2003.‍ | Етнички састав према попису из 2003.‍ | Етнички састав према попису из 2003.‍ |
| ------------------------------------ | ------------------------------------ | ------------------------------------ | ------------------------------------ | ------------------------------------ |
|                                      |                                      |                                      |                                      |                                      |
| Срби                                 | Срби                                 |                                      | 75                                   | 51,36%                               |
| Црногорци                            | Црногорци                            |                                      | 31                                   | 21,23%                               |
| Словенци                             | Словенци                             |                                      | 1                                    | 0,68%                                |
| Југословени                          | Југословени                          |                                      | 1                                    | 0,68%                                |
| непознато                            | непознато                            |                                      | 0                                    | 0,0%                                 |

| Година пописа     | 1948. | 1953. | 1961. | 1971. | 1981. | 1991. | 2003. |
| ----------------- | ----- | ----- | ----- | ----- | ----- | ----- | ----- |
| Број домаћинстава | 73    | 79    | 74    | 62    | 58    | 48    | 41    |

| Број чланова      | 1  | 2 | 3  | 4 | 5 | 6 | 7 | 8 | 9 | 10 и више | Просек |
| ----------------- | -- | - | -- | - | - | - | - | - | - | --------- | ------ |
| Број домаћинстава | 41 | 7 | 11 | 3 | 6 | 7 | 3 | 3 | 0 | 0         | 1      |

| Пол    | Укупно | Неожењен/Неудата | Ожењен/Удата | Удовац/Удовица | Разведен/Разведена | Непознато |
| ------ | ------ | ---------------- | ------------ | -------------- | ------------------ | --------- |
| Мушки  | 50     | 11               | 31           | 2              | 0                  | 6         |
| Женски | 60     | 9                | 31           | 19             | 0                  | 1         |
| УКУПНО | 110    | 20               | 62           | 21             | 0                  | 7         |

| Пол    | Укупно                    | Пољопривреда, лов и шумарство | Рибарство                            | Вађење руде и камена | Прерађивачка индустрија       |
| ------ | ------------------------- | ----------------------------- | ------------------------------------ | -------------------- | ----------------------------- |
| Мушки  | 23                        | 0                             | 0                                    | 0                    | 5                             |
| Женски | 17                        | 0                             | 0                                    | 0                    | 1                             |
| УКУПНО | 40                        | 0                             | 0                                    | 0                    | 6                             |
| Пол    | Производња и снабдевање   | Грађевинарство                | Трговина                             | Хотели и ресторани   | Саобраћај, складиштење и везе |
| Мушки  | 1                         | 1                             | 4                                    | 2                    | 1                             |
| Женски | 1                         | 0                             | 1                                    | 6                    | 1                             |
| УКУПНО | 2                         | 1                             | 5                                    | 8                    | 2                             |
| Пол    | Финансијско посредовање   | Некретнине                    | Државна управа и одбрана             | Образовање           | Здравствени и социјални рад   |
| Мушки  | 0                         | 1                             | 2                                    | 1                    | 3                             |
| Женски | 0                         | 1                             | 1                                    | 1                    | 4                             |
| УКУПНО | 0                         | 2                             | 3                                    | 2                    | 7                             |
| Пол    | Остале услужне активности | Приватна домаћинства          | Екстериторијалне организације и тела | Непознато            | Непознато                     |
| Мушки  | 0                         | 0                             | 0                                    | 2                    | 2                             |
| Женски | 0                         | 0                             | 0                                    | 0                    | 0                             |
| УКУПНО | 0                         | 0                             | 0                                    | 2                    | 2                             |